# Courtney W. Hamlin
Courtney Walker Hamlin, född 27 oktober 1858 i Brevard i North Carolina, död 16 februari 1950 i Santa Monica i Kalifornien, var en amerikansk demokratisk politiker. Han var ledamot av USA:s representanthus 1903–1905 och 1907–1919.
Hamlin studerade juridik och inledde 1882 sin karriär som advokat i Bolivar i Missouri. År 1903 efterträdde han James Cooney som kongressledamot och efterträddes 1905 av John Welborn. Han tillträdde på nytt som kongressledamot 1907 och efterträddes 1919 av Samuel C. Major.
Hamlin avled 1950 i Santa Monica och gravsattes i Springfield i Missouri.